# Спирометрия

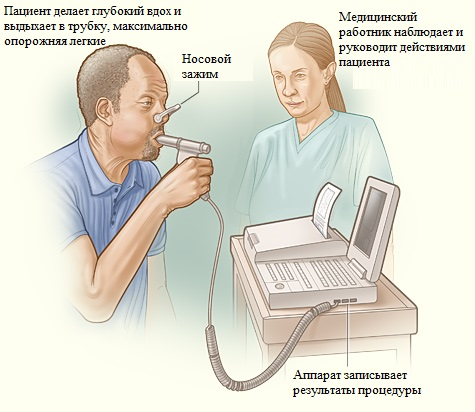
Процедура спирометрии

Спироме́трия (от лат. spiro «дуть, дышать» + греч. μετρέω «мерить, измерять»), спирогра́фия (от греч. γράφω «писать, изображать») — метод исследования функции внешнего дыхания, включающий в себя измерение объёмных и скоростных показателей дыхания.
Выполняются следующие виды спирометрических проб:
- спокойное дыхание;
- форсированный выдох;
- максимальная вентиляция лёгких;
- функциональные пробы (с бронходилататорами, провокационные и др.).

Прибор, с помощью которого осуществляется спирометрическое исследование, называется спирометром. Спирометрия используется для диагностики таких заболеваний, как бронхиальная астма, ХОБЛ, а также для оценки состояния аппарата дыхания при других заболеваниях и во время различных медицинских мероприятий.

## Методика проведения спирометрии

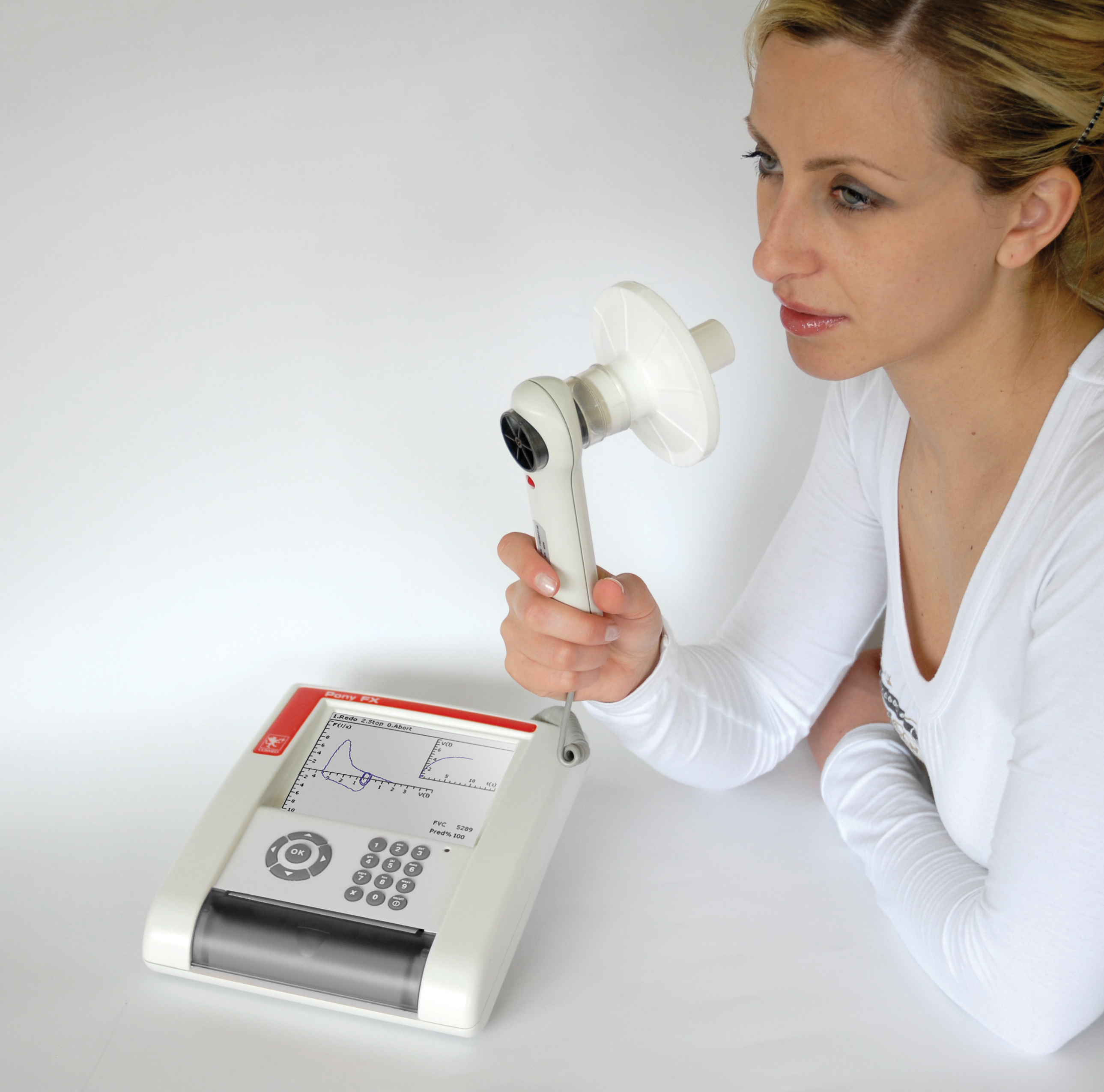
Портативный спирометр

До появления цифровой техники были широко распространены механические спирометры, чаще всего водяные. В них выдыхаемый воздух попадал в цилиндр, помещённый в сосуд с водой. При выдохе цилиндр перемещался вверх и соединённое с ним записывающее устройство оставляло на движущейся бумаге график зависимости объёма от времени. Обследование на таком приборе было трудоёмким и требовало ручного расчёта параметров.
В данный момент используются цифровые приборы, состоящие из датчика потока воздуха и электронного устройства, которое преобразует показания датчика в цифровую форму и производит необходимые вычисления. Выпускается множество компьютерных спирометров, в которых все расчёты и анализ информации выполняется персональным компьютером.

## Основные показатели, оцениваемые при проведении спирометрии
- ЖЁЛ — жизненная ёмкость легких. Оценивается как разница между объёмами воздуха в лёгких при полном вдохе и полном выдохе.
- ДО — дыхательный объём — объём воздуха, проходящего через лёгкое во время спокойного вдоха и спокойного выдоха.
- ФЖЕЛ — форсированная жизненная ёмкость лёгких. Разница между объёмами воздуха в лёгких в точках начала и конца манёвра форсированного выдоха.
- РОвд —  Резервный объем вдоха.  Максимальный объем воздуха, который способен вдохнуть человек после спокойного вдоха. Величина РОвд составляет 1,5—1,8 л.
- РОвыд — Резервный объем выдоха. Максимальный объем воздуха, который человек дополнительно может выдохнуть с уровня спокойного выдоха.
- ОО[1] — Остаточный объем. Объем воздуха, который остается в легких после максимального выдоха. Величина остаточного объема равна 1,0—1,5 л.
- ОЕЛ  —  Общая емкость легких. Объем воздуха в легких по окончании полного вдоха. Рассчитывают двумя способами: ОЕЛ = ОО + ЖЕЛ или ОЕЛ = ФОЕ + РОвд.

- ОФВ1 — Объём форсированного выдоха за первую секунду манёвра форсированного выдоха. Отношение ОФВ1/ЖЕЛ, выраженное в процентах — индекс Тиффно — является чувствительным индексом наличия или отсутствия ухудшения проходимости дыхательных путей. в норме 75-80 %.
- ПОС — Пиковая объёмная скорость. Максимальный поток, достигаемый в процессе выдоха.
- МОС — Мгновенные объёмные скорости. МОС — скорость воздушного потока в момент выдоха определённой доли ФЖЕЛ (чаще всего 25,50 и 75 % ФЖЕЛ).
- ФОЕ — Функциональная остаточная емкость. Объем воздуха в легких после спокойного выдоха. Рассчитывается по формуле: ФОЕ = РОвыд + ОО.